# Arenotus strixinoi
Arenotus strixinoi är en djurart som tillhör fylumet bukhårsdjur, och som beskrevs av Kisielewski 1987. Arenotus strixinoi ingår i släktet Arenotus och familjen Chaetonotidae. Inga underarter finns listade i Catalogue of Life.